# Cyclocephala rorulenta
Cyclocephala rorulenta är en skalbaggsart som beskrevs av Höhne 1923. Cyclocephala rorulenta ingår i släktet Cyclocephala och familjen Dynastidae. Inga underarter finns listade i Catalogue of Life.